# ロッカ・ディ・ネート
ロッカ・ディ・ネート（イタリア語: Rocca di Neto）は、イタリア共和国カラブリア州クロトーネ県にある、人口約5,700人の基礎自治体（コムーネ）。

## 地理

### 位置・広がり

#### 隣接コムーネ
隣接するコムーネは以下の通り。
- ベルヴェデーレ・ディ・スピネッロ
- カザボーナ
- クロトーネ
- サンタ・セヴェリーナ
- スカンダーレ
- ストロンゴリ

## 行政

### 分離集落
ロッカ・ディ・ネートには、以下の分離集落（フラツィオーネ）がある。
- Cupone, Setteporte, Topanello